# Surmelin
Surmelin – rzeka we Francji, przepływająca przez tereny departamentów Marna oraz Aisne, o długości 41,5 km. Stanowi lewy dopływ rzeki Marny.